# Coroana Reginei Elisabeta, Regina Mamă
Coroana Reginei Elisabeta, Regina Mamă, cunoscut și sub numele de Coroana Reginei Mamă, este coroana realizată pentru Regina Elisabeta, soția Regelui George al VI-lea, pentru încoronarea lor în 1937 și deschiderile de stat ale Parlamentului în timpul domniei soțul ei. Coroana a fost realizată de către Garrard & Co., bijutierul coroanei la acel moment, și este parțial modelată după coroana Reginei Mary, cu diferența majoră că acum avea doar patru jumătăți de arcade în loc de opt. Ca și în cazul coroanei Reginei Mary, arcadele sale sunt detașabile la nivelul crucilor pattée, permițând purtarea ca diademă sau coroană deschisă. Este singura coroană pentru un monarh britanic care a fost realizată din platină.
Coroana este decorată cu aproximativ 2.800 de diamante, printre care Koh-i-Noor, de 105 carate (21,0 g) în mijlocul crucii frontale, care fusese achiziționat de către Compania Britanică a Indiilor de Est după războiul anglo-sikh și prezentat Reginei Victoria în anul 1851, și un diamant turcesc de 17 carate (3,4 g) oferit tot Reginei Victoria în 1856 de către Abdul-Medjid I, sultan al Imperiului Otoman, ca gest de mulțumire pentru sprijinul britanic în Războiul Crimeii. Koh-i-Noor a devenit parte din Bijuteriilor Coroanei, atunci când a fost lăsat la Coroanei la moartea Victoriei în 1901. A fost, succesiv, montat în coroanele Reginei Alexandra și Reginei Mary, înainte de a fi transferat în coroana Reginei Mamă.
După decesul regelui, Regina Elisabeta, cunoscută ulterior ca Regina Mamă, nu a purtat întreaga coroana, eliminând arcadele și purtând-o ca o coroniță la încoronarea fiicei ei, Regina Elisabeta a II-a, în 1953.
Acesta a fost amplasată pe sicriul Reginei Mamă la priveghiul și înmormântarea sa din 2002.
Coroana este expusă publicului, împreună cu alte bijuterii ale Coroanei în Jewel House la Turnul Londrei.